# 永久寺 (台東区三ノ輪)
永久寺（えいきゅうじ）は、東京都台東区にある天台宗の寺院。江戸五色不動の「目黄不動」としても知られている。

## 歴史
南北朝時代に開山された。当初は真言宗の寺院であったが、その後禅宗（臨済宗か曹洞宗のどちらか）や日蓮宗と転宗を繰り返した。
江戸時代に圭海によって、天台宗の寺院となった。当寺はこれまで「唯識院」→「白岩寺」→「大乗坊」→「蓮台寺」と寺名の変遷を繰り返したが、寛文年間（1661年 - 1673年）に現在の「永久寺」に改称し、定着した。山田浅右衛門家に先立って死刑執行人をつとめた山野永久が刑死者の供養のためにこの寺を再建した。寺号の「永久寺」は彼の名に由来する。山野永久が使った刀槍が寺宝として伝わっている

## 墓所
- 浜野政随（装剣金工家）

## 交通アクセス
- 日比谷線三ノ輪駅3番出口より徒歩1分（経路案内）。